# Cordobia argentea
Cordobia argentea är en tvåhjärtbladig växtart som först beskrevs av August Heinrich Rudolf Grisebach, och fick sitt nu gällande namn av Franz Josef Niedenzu. Cordobia argentea ingår i släktet Cordobia och familjen Malpighiaceae. Inga underarter finns listade i Catalogue of Life.